# Samsung Pay
Samsung Pay ist ein mobiler Zahlungsdienst von Samsung Electronics. Kredit- und Debitkarten sowie Kundenkarten können über die eigene Applikation registriert werden und an allen Verkaufsstellen, an denen das kontaktlose Bezahlen möglich ist, verwendet werden. Der Bezahlvorgang wird als normale kontaktlose Zahlung über NFC oder als emulierte, tokenisierte Magnetstreifenzahlung abgewickelt. Samsung Pay wurde am 20. August 2015 offiziell in Südkorea gestartet.

## Verfügbarkeit

Weltweite Verfügbarkeit von Samsung Pay

Samsung Pay wird in der Theorie weltweit überall akzeptiert, wo kontaktloses Bezahlen oder Magnetstreifenzahlung mit einer der hinterlegten Karten möglich ist, wobei die Magnetstreifenzahlung bei Hybrid-Terminals nicht funktioniert, da sie eine eingesteckte Karte erwarten. Die Verfügbarkeit wird durch die unterstützten Kreditkarten eingeschränkt, die von den Kreditkartenherausgebern der jeweiligen Länder herausgegeben werden.
| Datum         | Land                         |
| ------------- | ---------------------------- |
| 20. Aug. 2015 | Südkorea                     |
| 28. Sep. 2015 | Vereinigte Staaten           |
| 29. März 2016 | Volksrepublik China          |
| 2. Juni 2016  | Spanien                      |
| 15. Juni 2016 | Australien                   |
| 16. Juni 2016 | Singapur                     |
| 13. Juli 2016 | Puerto Rico                  |
| 19. Juli 2016 | Brasilien                    |
| 8. Nov. 2016  | Russland                     |
| 8. Feb. 2017  | Thailand                     |
| 24. Feb. 2017 | Malaysia                     |
| 22. März 2017 | Indien                       |
| 27. Apr. 2017 | Schweden                     |
| 27. Apr. 2017 | Vereinigte Arabische Emirate |
| 16. Mai 2017  | Vereinigtes Königreich       |
| 23. Mai 2017  | Schweiz                      |
| 23. Mai 2017  | Taiwan                       |
| 25. Mai 2017  | Hongkong                     |
| 23. März 2018 | Italien                      |
| 26. Apr. 2018 | Frankreich                   |
| 31. Juli 2018 | Südafrika                    |
| 28. Okt. 2020 | Deutschland                  |

Weitere Länder sind laut Samsung in Planung.
In Großbritannien zeichnet sich Samsung Pay durch die Zusatzfunktion „Transport card“ aus. Es ist möglich, eine bestimmte Karte als Standardkarte für Umsätze im öffentlichen Personennahverkehr zu markieren.